# 海达尔
海达尔(终于1487年)克里米亚汗，他是克里米亚汗国开国可汗哈吉·格来之子。
1456年因造反被取消王储身分，他兄弟明里·格来执政时代，他攻击热那亚人城市速达克。鄂图曼打下克里米亚后，他逃亡至基辅。1479年前往莫斯科受伊凡三世保护。后来被赶走，1487年死在別洛焦爾斯克。